# Die Gedanken sind frei
A Die Gedanken sind frei („A gondolat szabad”) német népdal. 
Legelőször 1780 körül nyomtatták ki és röplapokon terjesztették. A szöveg és a dallam megtalálható a Lieder der Brienzer Mädchen kötetben, amelyet Bernben adtak ki, 1810 és 1820 között. A költő és a zeneszerző ismeretlenek, noha egyesek a szöveget Ferdinand Freiligrathnak tulajdonítják.
A címben foglalt gondolat már a korai középkorban megjelent az 1170-1230 között élt Walther von der Vogelweide-nál "Sind doch Gedanken frei" formában. A 12. századbeli osztrák Minnesänger vagyis vándordalnok, Dietmar von Aist szintén így énekelt: "Die Gedanken, die sind ledig frei".
A szövegnek egy kissé eltérő változata található Achim von Arnim és Clemens Brentano 1800 körül kiadott Des Knaben Wunderhorn című népköltészeti gyűjteményében. Ennek a változatnak a címe "Lied des Verfolgten im Turm" ("A toronybeli foglyok éneke"), és az 1890-es években Gustav Mahler zenésítette meg.
A dalnak eredetileg négy versszaka volt, az ötödiket később adták hozzá. A versszakok sorrendjét néha felcserélik.
Az 1848-as forradalom idején és a nemzetiszocialista Németországban a dalt betiltották.

## Szövege
| Die Gedanken sind frei, wer kann sie erraten, sie fliegen vorbei wie nächtliche Schatten. Kein Mensch kann sie wissen, kein Jäger erschießen mit Pulver und Blei: Die Gedanken sind frei! Ich denke was ich will und was mich beglücket, doch alles in der Still', und wie es sich schicket. Mein Wunsch, mein Begehren kann niemand verwehren, es bleibet dabei: Die Gedanken sind frei! Und sperrt man mich ein im finsteren Kerker, das alles sind rein vergebliche Werke. Denn meine Gedanken zerreißen die Schranken und Mauern entzwei, die Gedanken sind frei! Drum will ich auf immer den Sorgen entsagen und will mich auch nimmer mit Willen verklagen. Man kann ja im Herzen stets lachen und scherzen und denken dabei: Die Gedanken sind frei! Ich liebe den Wein, mein Mädchen vor allen, sie tut mir allein am besten gefallen. Ich bin nicht alleine bei meinem Glas Weine, mein Mädchen dabei: Die Gedanken sind frei! |

## Melódia
A melódia a Schlesischen Volkslieder  (sziléziai népdalok, 1842) szerint: